# Santa Muerte
Nuestra Señora de la Santa Muerte, vagy a köznyelvben Santa Muerte (magyarul: Miasszonyunk a Szent Halál) egy női istenség és a mexikói újpogányság és a mexikói népi katolicizmus szentje, akit az USA-ban élő bevándorlók közül is sokan tisztelnek. A halál megszemélyesítője, hozzá kapcsolódik a gyógyulás, a védelem, és a biztonságos megérkezés a túlvilágra. Szentségét a Római katolikus egyház nem ismeri el. Általában a valódi szentekhez hasonló, középkori kinézetű, hosszú lepelruhákba öltözött női alakként ábrázolják szobrokon, festményeken – de koponya-arccal, csontváz-kezekkel.

## Kultusza és tisztelete
Mexikóban talán az egyik legellentmondásosabb vallási alak a Szent Halál néven tisztelt női figura, aki az őslakos és a katolikus hitvilág keveredéséből alakult ki. Sokféle néven ismert, mint például az Árnyak Hölgye, a Fehér Leány, a Fekete Kisasszony, vagy a Csontok Hölgye. A leglelkesebb követői főként azok között akadnak, akik nap mint nap kerülnek halálközeli szituációba.
A szekta hívei szerint a katolikus szentekkel ellentétben Santa Muerte világias kívánságokat is teljesít, például hosszú életet, bőséget és egészséget ad a hozzá imádkozóknak. Megvédi az asszonyokat a férjük a félrelépéstől, valamint elnézőbb a világi bűnökkel szemben, sőt akár „rossz személyeket” is eltesz láb alól, de természetesen csak az igazság jegyében. Az alakjához kétségkívül kötődő babonákon, kuruzslásokon és kétes könyörgéseken kívül egyes hírforrások szerint még emberáldozatokat is mutatnak be neki.
Alakjában keverednek az azték Mictecacihuatl istennőhöz és a keresztény Máriához köthető szimbólumnyelvi elemek. A halál-motívum két megközelítése is különböző, a katolikus a test mulandóságára és a megváltás ígéretére emlékeztet, míg az őslakos hitvilág inkább a halál mindent elsöprő és kiegyenlítő hatalmát domborítja ki. A díszes ruha a mulandó húst, az elővillanó csontok pedig az elkendőzött valóságot szimbolizálják. Az azték kultúrkörben ez a gondolat egy ténylegesen egyik oldalán élő, a másik oldalán csontváz alakban ölt testet.
A gyerektenyérben is elférőtől akár életnagyságú csontvázszobrokat élő személyként kezelik. A nagyobbakat parókába, diadémba, díszes leplekbe vagy gyakran fehér menyasszonyi ruhába, fátyolba, sőt, akár papírpénzbe öltöztetik. Egyes szobrokon még tollboát, színes műkörmöt is látni. A szobor ruházata sokféle színű lehet, az elérni kívánt csoda jellegétől függően. Különleges csodatévő hatalommal bír például a Héterejű Szent Halál, akinek szivárványszínű csíkos köntöse van.
A katolikus egyház természetesen mereven elzárkózik a kanonizációjától, aktívan küzd a népi szent kultusza ellen, és sátánista kötődésűnek nyilvánította azt. Ez azonban csupán olaj a tűzre, hiszen egy nem kanonizált szenthez bizony több kétes szándékú csoport is fordul az olyan könyörgéseivel is, melyek a tradicionális katolikus erkölcsöt fényévekkel elkerülik. A helyzetet tovább bonyolítja, hogy a szektának nincs igazi szellemi vezetése vagy papjai, főként szájról szájra járó mondák és praktikák alkotják a hitvilágukat. A látszólag vallási nézeteltérés mögött köztudottan a mexikói drogbárók, a prostituált-futtatók, embercsempészek, fegyverkereskedők és a maffia elleni harc is meghúzódik. A mexikói kormány természetesen ahol tudja, jogi úton szabotálja a szent kegyhelyeit, azonban a mélyen vallásos, de gyakran nem épp szentéletű donátorok kultuszba pumpált adományai miatt úgy tűnik, egyelőre csupán szélmalomharcot vívnak.
A kultusz hangadói hivatalosan elhatárolódnak mind az emberáldozatoktól, mind a sátánista vonatkozásoktól, viszont a botrányok, és drogtanyák lefoglalásakor talált gyanús áldozati oltárok szinte mindennaposak. A gyógyító célzattal elhelyezett Santa Muerte gyertyák viszont a drog és alkoholelvonókban is segítik a megtisztulást. A nagykutyák és pitiáner bűnözők mellett a követők között megtalálhatóak természetesen a társadalom perifériáján élők, babonás háziasszonyok, taxisok, kocsmárosok, biztonsági őrök, utcai árusok, nincstelenek is, akiknek a Csontok Hölgye az utolsó reményük. A térségben működő piacok és ezotériával foglalkozó üzletek forgalmának jelentős részét teszi ki a tematikus szobrok, amulettek, füstölők, és a színek szerint csoportosítva árult gyertyák eladása.
A szobrok öltözetéhez hasonlóan az áldozati gyertyák színe is az elérni vágyott célhoz igazodik. A fehér megtisztulást, a vörös szerelmet, a kék a bölcsességet, a zöld a családot, fekete az ellenségek halálát, aranyszínű pedig gazdagságot ígér, bár a színek forrásonként változhatnak. A börtöntetoválások között is előkelő helyre került a motívum, a babona szerint a szent alakja megvédi viselőjét az erőszakos haláltól, és segít lelkét a Paradicsomba juttatni.